# Antoni Mikovsky
Bp dr Antoni Mikovsky (ur. 1966) – „Pierwszy Biskup” (zwierzchnik) Polskiego Narodowego Kościoła Katolickiego w Stanach Zjednoczonych i Kanadzie (PNKK) pochodzenia polskiego, administrator diecezji kanadyjskiej PNKK, proboszcz parafii katedralnej św. Stanisława Biskupa i Męczennika w Scranton.

## Życiorys
Antoni Mikovsky ukończył studia na wydziale matematyczno-fizycznym Uniwersytetu Rochester w 1988, w roku 1997 otrzymał doktorat tej uczelni z dziedziny matematyki. Równolegle z pracą naukową matematyka, studiował w Seminarium Teologicznym im. Savonaroli w Scranton, by po jego ukończeniu otrzymać (w kwietniu 1997) święcenia kapłańskie.
Antoniego Mikovsky na godność biskupa wybrał XXII synod Polskiego Narodowego Kościoła, elekt został konsekrowany 30 listopada 2006 r. w katedrze pw. św. Stanisława w Scranton. Jego głównym konsekratorem był pierwszy biskup PNKK Robert Nemkovich z udziałem: bp Tomasza Gnata, bp Tadeusza Pepłowskiego, bp Jana Dawidziuka, bp Johna Swantka i bp Antoniego Rysza. Podczas XXIII Synodu PNKK w 2010 roku został wybrany na godność Pierwszego Biskupa. Wprowadzenie w urząd biskupi nastąpiło 21 listopada 2010 roku. Do 31 stycznia 2011 roku sprawował urząd ordynariusza diecezji centralnej PNKK, następnie diecezję przejął bp John Mack. Obecnie spełnia także funkcję administratora diecezji kanadyjskiej PNKK po odwołanym bp Sylwestrze Bigaju.
W dniach 13 sierpnia – 23 sierpnia 2011 roku wraz z bpem Sylwestrem Bigajem, odbył pierwszą, po wyborze na Pierwszego Biskupa, pielgrzymkę do Polski, podczas której odwiedził miejsce urodzin bpa Franciszka Hodura oraz modlił się na grobie męczennika bpa Józefa Padewskiego. Był także głównym gościem uroczystości 50-lecia prokatedry Matki Bożej Nieustającej Pomocy w Strzyżowicach. 18 czerwca 2013 roku uczestniczył w Synodzie Ogólnopolskim Kościoła Polskokatolickiego w Konstancinie-Jeziornie.